# ملانی کلاین
ملانی رایزِس کلاین (به آلمانی: Melanie Reizes Klein)، روان‌شناس مشهور اتریشی (که بعداً به تابعیت بریتانیا درآمد)، یکی از روانکاوان بنام است که بیشتر به خاطر کار با کودکان شهرت دارد.
همچنین وی بر روی مفاهیم مربوط به فانتزی و نقش آن در زندگی روزمره تحقیقی را صورت داد که ابتدا در فرزندان خود هنگام بازی با آنان متوجه شد و این نقطه شروع او برای کار بر این مفهوم بود او از دخیل بودن فانتزی‌ها در ناخوداگاه و نقش آن‌ها در زندگی روزمره خبر داد.

## زندگی
ملانی کلاین روز ۳۰ مارس ۱۸۸۲ در وین، اتریش، از والدین یهودی به دنیا آمد. پدرش، دکتر رایزِس، که فردی ضد قدرت مذهبی بود، به فرزندانش احترام به آداب و رسوم را یاد داد، اما مجبورشان نکرد مذهبی شوند. کلاین آتئیست بود اما احترامی عمیق برای ریشه‌های یهودی خود داشت. او چهارمین و آخرین فرزند خانواده بود، او نزد پدری که بزرگ‌ترین دختر خود را به سایر بچه‌ها ترجیح می‌داد، و پیش مادری سلطه جو و تهاجمی بزرگ شد که به رغم رابطهٔ مبهم و دو-پهلو با وی، به او بسیار نزدیک بود. در خانوادهٔ رایزِس، فرهنگ و یادگیری بسیار ارزش داشت، و ملانی کلاین در جوّی انتلکتوئِل زندگی می‌کرد که بر وی تأثیر بسیار زیادی گذاشت.
ملانی کلاین، خیلی زود، و چندین بار، با مرگ عزیزان خود مواجه شد. وقتی فقط چهار سال داشت، خواهرش سیدونی فوت کرد، کسی که به او خواندن، نوشتن، و اصول اولیهٔ ریاضی را یاد می‌داد. در ۱۸ سالگی، پدرش فوت کرد. دو سال بعد، نوبت برادرش امانوئل بود. مرگ برادرش، علاوه بر غم و اندوه بسیار زیاد، در وی احساس مقصر بودن به وجود آورد: «خیلی کارها می‌توانستیم بکنیم، و نکردیم، تا جلوی بیماری وی را بگیریم». به عقیدهٔ بسیاری از روان شناسان، به هنگام فرمولبندی نظریهٔ خود، جایگاهی که ملانی کلاین برای احساس تقصیرکاری، برای عزا، و برای ترمیم و تعمیر قائل می‌شود، به این تعداد زیاد از عزاها و ماتمها، حتماً ربط دارد. کلاین، در تمام طول زندگی، نسبت به اعتمادی که نزدیکانش به تواناییهای انتلکتوئل وی داشتند، حساس بود و وظیفهٔ خود می‌دانست که آنها را نومید و سرخورده نکند.
در اواخر نوزده سالگی، با آرتور کلاین نامزد کرد، و دو سال بعد، با وی ازدواج نمود. او برای توانایی انتلکتوئل شوهرش احترام زیادی قایل بود، اما از زندگی زناشویی وی، بجز تولد سه فرزندش، احساس خوشبختی نمی‌کرد. او، مدتهای مدید، از این که این ازدواج مانع از به عمل درآوردن آرزویش برای تحصیل در رشتهٔ پزشکی شده بود، ناراحت بود. علتش این بود که شوهرش دائم انتقالی می‌گرفت و این جابجا شدنها، باعث می‌شد ملانی دایماً رشتهٔ دانشگاهی خود را عوض کند. در دانشگاه وین، او به تحصیل در تاریخ و هنر پرداخت، به نوشتن شعر روی آورد، اما خودش را تنها می‌دانست و به دنبال محرکهای انتلکتوئل می‌گشت.
در ۱۹۱۰، هنگامی که شوهرش خانواده را به بوداپست نقل مکان داده بود، ملانی با نوشته‌های زیگموند فروید آشنا شد. او که خیلی زود شیفتهٔ روانکاوی شده بود، شروع به خواندن کتابها و مقالات فروید، که تا آن سال چاپ کرده بود، کرد. در سال ۱۹۱۲، کلاین یک بار دیگر با مرگ عزیزان خود مواجه می‌شود. در این سال، اولین فرزندش می‌میرد، و در سال ۱۹۱۴، مادرش را از دست می‌دهد. همان سال، به روانکاوی پناه برد، و روانکاوش، شاندُر فِرِنتسی بود. جنگ جهانی اول باعث شد این آشنایی عملی با روانکاوی، نیمه کاره بماند. در ۱۹۲۴، و بعد از طلاق گرفتن از همسرش، دوباره به روانکاوی پناه برد و این بار، روانکاوش کارل آبراهام بود. نُه ماه بعد، کارل آبراهام درگذشت. این عزای آخر، بشدت روی کلاین تأثیر گذاشت. او روانکاوی خود را با سیلویا پِین، روانکاو بریتانیایی، در انگلستان به پایان برد. در ۱۹۲۶، تحت تأثیر ارنست جونز، در انگلستان خانه گرفت و تا زمان مرگش، در سال ۱۹۶۰، در ۷۸ سالگی، در آنجا ماند.
در ۱۹۱۹، و بعد از ارایهٔ اولین مقالهٔ خود، به عضویت انجمن روانکاوی بوداپست درآمد. اسم مقالهٔ وی، «رشد یک کودک» بود. در ۱۹۲۳، به عنوان عضو صاحب رأی انجمن روانکاوی برلین شد. در ۱۹۲۷، بعد از سکنی گزیدن در لندن، مکتب خودش را تأسیس کرد و در آن، به تدریس نظریهٔ خودش پرداخت. این کار باعث تحسین از سوی عده‌ای شد، اما باعث جنجال و ناراحتی از سوی عده‌ای دیگر، از جمله، آنا فروید، شد.
کلاین تعداد زیادی مقاله و کتاب نوشت، از جمله، کتاب " «روانکاوی کودکان»"، که همزمان به انگلیسی و آلمانی چاپ شد.
کلاین به عنوان یک نظریه‌پرداز، یک روانکاو، و یک استاد روانکاوی، چهره‌ای مهم در روانکاوی است و کارهایش هنوز مورد استناد قرار می‌گیرد. او جزو اولین روانکاوان کودک بود.

## ترجمه به فارسی
آثار زیر از ملانی کلاین یا دربارهٔ وی به فارسی ترجمه شده است:

### از کلاین
- ک‍لای‍ن، م‍لان‍ی، ‏ ‏‫سخنرانی‌های ملانی کلاین در باب فن درمان، ‏‫ویرایش و مرور انتقادی از جان اشتاینر‮‬، ‏‫ترجمهٔ بیتا آجیل‌چی و مینا اولیایی، ‏‫تهران‮‬: ‏‫کتاب ارجمند‮‬‏‫، ۱۳۹۹. ‬
- جمشیدنژاد، نینا، ‏‫ ملانی کلاین در آینهٔ آثارش (ترجمهٔ مقالات متفاوت از ملانی کلاین)، تهران: کتاب ارجمند، ‏‫۱۳۹۹. ‬

### دربارهٔ کلاین
- آبرام، ‏‫جان؛ و هینشل‌وود، آر.دی. پارادایم‌های بالینی ملانی کلاین و دانلد وینیکات، ترجمهٔ حسام گودرزی و صفورا محمدیان، تهران: کتاب ارجمند، ‏‫۱۴۰۰. ‬
  - آبرام، ‏‫جان؛ و هینشل‌وود، آر.دی. سرمشق‌های بالینی ملانی کلاین و دانلد وینیکات: مقایسه‌ها و گفت‌وگوها، ترجمهٔ مریم شفیع‌خانی، تهران: نشر قطره‏‫، ۱۳۹۹. ‬
- س‍گ‍ال، ه‍ان‍ا، م‍ک‍ت‍ب روان‍ک‍اوی م‍لان‍ی ک‍لای‍ن‌، ت‍رج‍م‍هٔ اح‍م‍د اردوب‍ادی، ش‍ی‍راز: دان‍ش‍گ‍اه پ‍ه‍ل‍وی، ۱۳۵۱.
  - س‍گ‍ال، ه‍ان‍ا، درآمدی بر آراء ملانی کلاین، ترجمهٔ مهیار علینقی، تهران: بینش نو‏‫، ۱۳۹۸. ‬
- برونستاین، کاتالینا (ویراستار)، تئوری‌های کلاینی از منظر معاصر، ترجمهٔ سویا بهمنی و مهدیه معین، تهران: کتاب ارجمند، ‏‫۱۴۰۱. ‬
- واسکا، ‏‫رابرت تی. ‏‬، رویکرد روانکاوی کلاینی در عصر حاضر: نظریه، کاربست و مشکلات عملی، ترجمهٔ فریده رضایی و پاکان ملامیرزایی، تهران: کتاب ارجمند‏‫، ‏‫۱۳۹۹. ‬‬
- اندرسن، رابین، سخنرانی‌هایی در باب کار بالینی کلاین و بیون، ترجمهٔ مهسا قنواتی، هلیا رهنمایی و خشایار داودی‌فر، تهران: کتاب ارجمند، ‏‫۱۴۰۳. ‬
- راستین، ‏‫مارگارت؛ و مایکل، ‏‫مارگارت، کلاین‌خوانی، ترجمهٔ فائزه طهرانی، قم: نشر خزان‏‫، ۱۴۰۳.
- دویچ، هلن؛ هورنای، کارن؛ فروید، آنا؛ و کلاین، ملانی، مادران روان‌تحلیلی، ترجمهٔ مامک نوربخش، ‏ قم: نشر خزان، ‏‫۱۴۰۲. ‬
- گاروی، پنلوپ، ملانی کلاین: درآمدی کوتاه و نو، ترجمهٔ مبینا رادفر و سارا میرزایی، تهران: فراهم، ‏‫۱۴۰۳. ‬‬
- آلن، ایمی، ‏یک گفتگو: نظریهٔ انتقادی در اندیشهٔ کلاین و لکان، گفتگوی ماری روتی و امی آلن، ترجمهٔ مهدی بنی‌اسدی، تهران: دانژه، ‏‫۱۴۰۴. ‬
- هینشلوود، ‏‫آر. دی. ‏‬؛ و فرچونا‬‏‫، توماس، ‏‫ملانی کلاین: ریشه‌ها، اندیشه‌ها‏‫، ترجمه مهیار علینقی، تهران: بینش نو‏‫، ۱۴۰۰. ‮
- ش‍ری‍ف‍ی درآم‍دی، پ‍روی‍ز، ملانی کلاین «سزاوار احترام»: نظریه‌پرداز نوآور عرصهٔ روابط موضوعی و یاریگر روان‌تحلیل‌گری کودک (جلد ۲۱ از مجموعهٔ ۱۲۰ جلدی بزرگان روان‌شناسی و تعلیم و تربیت)، تهران: دانژه، ‏‫۱۳۸۸. ‬
- مزینانی، ربابه، ‏ملانی کلاین: نظریه‌پرداز روابط با ابژه (جلد ۲۴ از مجموعهٔ ۱۲۰ جلدی بزرگان روان‌شناسی و تعلیم و تربیت)، تهران: دانژه‏‫، ۱۳۹۰. ‭‬
- هینشلوود، ‏‫آر. دی. ‏‬، و رابینسون، سوزان، ملانی کلاین (از مجموعهٔ قدم اول)، با طراحی اسکار زارات، ترجمهٔ وحید موسوی‌داور، تهران: شیرازه کتاب ما‏‫، ۱۳۹۸. ‬